# Alpiner Skieuropacup 2016/17
Die Saison 2016/17 des Alpinen Skieuropacups begann für die Herren am 4. Dezember 2016 in Trysil und für die Damen am 29. November in Levi. Sie endete in Innichen am 19. März 2017. Bei den Herren waren 38 Rennen geplant (7 Abfahrten, 7 Super-G, 10 Riesenslaloms, 10 Slaloms, 3 Super-Kombinationen) und 1 Parallelslalom (City Event). Bei den Damen sollten 36 Rennen stattfinden (7 Abfahrten, 7 Super-G, 9 Riesenslaloms, 9 Slaloms, 3 Super-Kombinationen und 1 Parallelslalom (City Event)).

## Europacupwertungen

### Gesamtwertung
| Rang | Name                 | Land       | Punkte |
| ---- | -------------------- | ---------- | ------ |
| 01   | Gilles Roulin        | Schweiz    | 1060   |
| 02   | Stefan Rogentin      | Schweiz    | 0691   |
| 03   | Marcus Monsen        | Norwegen   | 0637   |
| 04   | Gian Luca Barandun   | Schweiz    | 0609   |
| 05   | Christian Hirschbühl | Österreich | 0597   |
| 06   | Niklas Köck          | Österreich | 0566   |
| 07   | Johannes Kröll       | Österreich | 0561   |
| 08   | Cyprien Sarrazin     | Frankreich | 0560   |
| 09   | Rasmus Windingstad   | Norwegen   | 0552   |
| 10   | Elia Zurbriggen      | Schweiz    | 0541   |

| Rang | Name                      | Land        | Punkte |
| ---- | ------------------------- | ----------- | ------ |
| 01   | Kristina Riis-Johannessen | Norwegen    | 1206   |
| 02   | Kristin Lysdahl           | Norwegen    | 1092   |
| 03   | Nadine Fest               | Österreich  | 0910   |
| 04   | Laura Pirovano            | Italien     | 0750   |
| 05   | Sabrina Maier             | Österreich  | 0650   |
| 06   | Elisabeth Kappaurer       | Österreich  | 0624   |
| 07   | Katharina Gallhuber       | Österreich  | 0618   |
| 08   | Jessica Hilzinger         | Deutschland | 0594   |
| 09   | Camille Rast              | Schweiz     | 0591   |
| 10   | Katharina Liensberger     | Österreich  | 0569   |

### Abfahrt
| Rang | Name               | Land        | Punkte |
| ---- | ------------------ | ----------- | ------ |
| 1    | Gilles Roulin      | Schweiz     | 445    |
| 2    | Johannes Kröll     | Österreich  | 312    |
| 3    | Manuel Schmid      | Deutschland | 294    |
| 4    | Stefan Rogentin    | Schweiz     | 289    |
| 5    | Gian Luca Barandun | Schweiz     | 236    |

| Rang | Name                      | Land       | Punkte |
| ---- | ------------------------- | ---------- | ------ |
| 1    | Sabrina Maier             | Österreich | 420    |
| 2    | Laura Pirovano            | Italien    | 377    |
| 3    | Christina Ager            | Österreich | 375    |
| 4    | Kristin Lysdahl           | Norwegen   | 318    |
| 5    | Kristina Riis-Johannessen | Norwegen   | 298    |

### Super-G
| Rang | Name               | Land       | Punkte |
| ---- | ------------------ | ---------- | ------ |
| 1    | Gilles Roulin      | Schweiz    | 357    |
| 2    | Niklas Köck        | Österreich | 337    |
| 3    | Gian Luca Barandun | Schweiz    | 278    |
| 4    | Christoph Krenn    | Österreich | 247    |
| 5    | Mattia Casse       | Italien    | 236    |

| Rang | Name                      | Land       | Punkte |
| ---- | ------------------------- | ---------- | ------ |
| 1    | Nadine Fest               | Österreich | 344    |
| 2    | Kristina Riis-Johannessen | Norwegen   | 316    |
| 3    | Anna Hofer                | Italien    | 230    |
| 4    | Dajana Dengscherz         | Österreich | 218    |
| 5    | Rosina Schneeberger       | Österreich | 209    |

### Riesenslalom
| Rang | Name               | Land       | Punkte |
| ---- | ------------------ | ---------- | ------ |
| 1    | Elia Zurbriggen    | Schweiz    | 541    |
| 2    | Samu Torsti        | Finnland   | 522    |
| 3    | Cyprien Sarrazin   | Frankreich | 505    |
| 4    | Rasmus Windingstad | Norwegen   | 436    |
| 5    | Marcus Monsen      | Norwegen   | 350    |

| Rang | Name                      | Land        | Punkte |
| ---- | ------------------------- | ----------- | ------ |
| 1    | Kristin Lysdahl           | Norwegen    | 540    |
| 2    | Jessica Hilzinger         | Deutschland | 414    |
| 3    | Elisabeth Kappaurer       | Österreich  | 394    |
| 4    | Kristina Riis-Johannessen | Norwegen    | 375    |
| 5    | Katharina Liensberger     | Österreich  | 359    |

### Slalom
| Rang | Name                 | Land       | Punkte |
| ---- | -------------------- | ---------- | ------ |
| 1    | Reto Schmidiger      | Schweiz    | 432    |
| 2    | Marc Digruber        | Österreich | 421    |
| 3    | Christian Hirschbühl | Österreich | 417    |
| 4    | Leif Kristian Haugen | Norwegen   | 399    |
| 5    | Matej Vidović        | Kroatien   | 352    |

| Rang | Name                | Land        | Punkte |
| ---- | ------------------- | ----------- | ------ |
| 1    | Anna Swenn-Larsson  | Schweden    | 516    |
| 2    | Katharina Gallhuber | Österreich  | 445    |
| 3    | Marina Wallner      | Deutschland | 421    |
| 4    | Chiara Mair         | Österreich  | 382    |
| 5    | Camille Rast        | Schweiz     | 287    |

### Super-Kombination
| Rang | Name              | Land       | Punkte |
| ---- | ----------------- | ---------- | ------ |
| 1    | Stefan Rogentin   | Schweiz    | 145    |
| 2    | Daniel Danklmaier | Österreich | 144    |
| 3    | Gilles Roulin     | Schweiz    | 120    |
| 4    | Marcus Monsen     | Norwegen   | 100    |
| 4    | Sandro Simonet    | Schweiz    | 100    |

| Rang | Name                      | Land       | Punkte |
| ---- | ------------------------- | ---------- | ------ |
| 1    | Nadine Fest               | Österreich | 220    |
| 2    | Rosina Schneeberger       | Österreich | 180    |
| 3    | Kristina Riis-Johannessen | Norwegen   | 164    |
| 4    | Federica Sosio            | Italien    | 136    |
| 5    | Franziska Gritsch         | Österreich | 095    |

## Podestplatzierungen Herren

### Abfahrt
| Datum      | Ort                | 1. Platz                                          | 2. Platz                                          | 3. Platz                                          |
| ---------- | ------------------ | ------------------------------------------------- | ------------------------------------------------- | ------------------------------------------------- |
| 10.12.2016 | Hafjell (NOR)      | Abgesagt. Ersatzrennen am 27. Januar in Méribel.  | Abgesagt. Ersatzrennen am 27. Januar in Méribel.  | Abgesagt. Ersatzrennen am 27. Januar in Méribel.  |
| 11.12.2016 | Hafjell (NOR)      | Abgesagt. Ersatzrennen am 23. Februar in Sarntal. | Abgesagt. Ersatzrennen am 23. Februar in Sarntal. | Abgesagt. Ersatzrennen am 23. Februar in Sarntal. |
| 16.01.2017 | Kitzbühel (AUT)    | Gilles Roulin                                     | Adrian Smiseth Sejersted                          | Nicolas Raffort                                   |
| 26.01.2017 | Méribel (FRA)      | Johannes Kröll                                    | Sebastian Arzt                                    | Matteo De Vettori                                 |
| 27.01.2017 | Méribel (FRA)      | Gilles Roulin                                     | Stefan Rogentin                                   | Werner Heel                                       |
| 02.02.2017 | Hinterstoder (AUT) | Gilles Roulin                                     | Gian Luca Barandun                                | Daniel Danklmaier                                 |
| 02.02.2017 | Hinterstoder (AUT) | Gilles Roulin                                     | Christian Walder                                  | Manuel Schmid                                     |
| 22.02.2017 | Sarntal (ITA)      | Joachim Puchner                                   | Ramon Zürcher                                     | Manuel Schmid                                     |
| 23.02.2017 | Sarntal (ITA)      | Johannes Kröll                                    | Stefan Rogentin                                   | Daniel Hemetsberger                               |

### Super-G
| Datum      | Ort                | 1. Platz         | 2. Platz                 | 3. Platz                          |
| ---------- | ------------------ | ---------------- | ------------------------ | --------------------------------- |
| 20.12.2016 | Reiteralm (AUT)    | Bjørnar Neteland | Gian Luca Barandun       | Thomas Dreßen                     |
| 21.12.2016 | Reiteralm (AUT)    | Christoph Krenn  | Mauro Caviezel           | Christian Walder                  |
| 06.01.2017 | Wengen (SUI)       | Mattia Casse     | Niklas Köck              | Daniel Hemetsberger Gilles Roulin |
| 07.01.2017 | Wengen (SUI)       | Mattia Casse     | Thomas Biesemeyer        | Stefan Rogentin                   |
| 23.01.2017 | Méribel (FRA)      | Gilles Roulin    | Adrian Smiseth Sejersted | Stefan Rogentin                   |
| 03.02.2017 | Hinterstoder (AUT) | Gilles Roulin    | Niklas Köck              | Christopher Neumayer              |
| 20.02.2017 | Sarntal (ITA)      | Christian Walder | Gian Luca Barandun       | Johannes Kröll                    |

### Riesenslalom
| Datum      | Ort               | 1. Platz                                           | 2. Platz                                           | 3. Platz                                           |
| ---------- | ----------------- | -------------------------------------------------- | -------------------------------------------------- | -------------------------------------------------- |
| 03.12.2016 | Gällivare (SWE)   | Cyprien Sarrazin                                   | Eemeli Pirinen                                     | Simon Maurberger                                   |
| 04.12.2016 | Gällivare (SWE)   | Abgesagt. Ersatzrennen am 18. Februar in Oberjoch. | Abgesagt. Ersatzrennen am 18. Februar in Oberjoch. | Abgesagt. Ersatzrennen am 18. Februar in Oberjoch. |
| 09.01.2017 | Davos (SUI)       | Marcus Monsen                                      | Samu Torsti                                        | Rasmus Windingstad                                 |
| 10.01.2017 | Davos (SUI)       | Samu Torsti                                        | Rasmus Windingstad                                 | Marcel Mathis                                      |
| 19.01.2017 | Val-d’Isère (FRA) | Cyprien Sarrazin                                   | Samu Torsti                                        | Rasmus Windingstad                                 |
| 20.01.2017 | Val-d’Isère (FRA) | Gino Caviezel                                      | Cyprien Sarrazin                                   | Marcel Mathis                                      |
| 08.02.2017 | Jasná (SVK)       | Rasmus Windingstad                                 | Gino Caviezel                                      | Samu Torsti                                        |
| 09.02.2017 | Jasná (SVK)       | Elia Zurbriggen                                    | Cyprien Sarrazin                                   | Gino Caviezel                                      |
| 17.02.2017 | Oberjoch (GER)    | Elia Zurbriggen                                    | Daniel Meier                                       | Marcel Mathis                                      |
| 18.02.2017 | Oberjoch (GER)    | Cyprien Sarrazin                                   | Loïc Meillard                                      | Elia Zurbriggen                                    |
| 18.03.2017 | Innichen (ITA)    | Elia Zurbriggen                                    | Samu Torsti                                        | Daniel Meier                                       |

### Slalom
| Datum      | Ort               | 1. Platz                                                   | 2. Platz             | 3. Platz             |
| ---------- | ----------------- | ---------------------------------------------------------- | -------------------- | -------------------- |
| 29.11.2016 | Levi (FIN)        | Leif Kristian Haugen                                       | Jonathan Nordbotten  | Reto Schmidiger      |
| 30.11.2016 | Levi (FIN)        | Marc Digruber                                              | Mark Engel           | Leif Kristian Haugen |
| 14.12.2016 | Obereggen (ITA)   | Loïc Meillard                                              | Jean-Baptiste Grange | Daniel Yule          |
| 15.12.2016 | Fassatal (ITA)    | Daniel Yule                                                | Jean-Baptiste Grange | Tommaso Sala         |
| 11.01.2017 | Zell am See (AUT) | Matej Vidović                                              | Ramon Zenhäusern     | Leif Kristian Haugen |
| 12.01.2017 | Zell am See (AUT) | Leif Kristian Haugen Christian Hirschbühl Thomas Hettegger |                      |                      |
| 11.02.2017 | Zakopane (POL)    | Reto Schmidiger                                            | Matej Vidović        | Dominik Stehle       |
| 12.02.2017 | Zakopane (POL)    | Marc Digruber                                              | Marc Rochat          | Christian Hirschbühl |
| 19.02.2017 | Oberjoch (GER)    | Marc Digruber                                              | Marc Rochat          | Riccardo Tonetti     |
| 19.03.2017 | Innichen (ITA)    | Marc Rochat                                                | Matej Vidović        | Reto Schmidiger      |

### Super-Kombination
| Datum      | Ort                | 1. Platz                                              | 2. Platz                                              | 3. Platz                                              |
| ---------- | ------------------ | ----------------------------------------------------- | ----------------------------------------------------- | ----------------------------------------------------- |
| 10.12.2016 | Hafjell (NOR)      | Abgesagt. Ersatzrennen am 1. Februar in Hinterstoder. | Abgesagt. Ersatzrennen am 1. Februar in Hinterstoder. | Abgesagt. Ersatzrennen am 1. Februar in Hinterstoder. |
| 24.01.2017 | Méribel (FRA)      | Marcus Monsen                                         | Bjørnar Neteland                                      | Gino Caviezel                                         |
| 01.02.2017 | Hinterstoder (AUT) | Gilles Roulin                                         | Stefan Rogentin                                       | Guglielmo Bosca                                       |
| 23.02.2017 | Sarntal (ITA)      | Sandro Simonet                                        | Daniel Danklmaier                                     | Dominik Schwaiger                                     |

### City Event
| Datum      | Ort             | 1. Platz        | 2. Platz     | 3. Platz       |
| ---------- | --------------- | --------------- | ------------ | -------------- |
| 17.12.2016 | Kronplatz (ITA) | Reto Schmidiger | Maxime Rizzo | Emil Johansson |

## Podestplatzierungen Damen

### Abfahrt
| Datum      | Ort                        | 1. Platz                  | 2. Platz                                | 3. Platz                  |
| ---------- | -------------------------- | ------------------------- | --------------------------------------- | ------------------------- |
| 10.01.2017 | Saalbach-Hinterglemm (AUT) | Christina Ager            | Federica Sosio                          | Kristin Lysdahl           |
| 11.01.2017 | Saalbach-Hinterglemm (AUT) | Christina Ager            | Katja Grossmann                         | Laura Pirovano            |
| 24.01.2017 | Davos (SUI)                | Kristina Riis-Johannessen | Kristin Lysdahl                         | Sabrina Maier             |
| 25.01.2017 | Davos (SUI)                | Sabrina Maier             | Christina Ager                          | Kristina Riis-Johannessen |
| 19.02.2017 | Crans-Montana (SUI)        | Laura Pirovano            | Sabrina Maier                           | Dajana Dengscherz         |
| 20.02.2017 | Crans-Montana (SUI)        | Sabrina Maier             | Laura Pirovano                          | Kristin Lysdahl           |
| 25.02.2017 | Sarntal (ITA)              | Lisa Hörnblad             | Kristina Riis-Johannessen Sabrina Maier |                           |

### Super-G
| Datum      | Ort                        | 1. Platz                                      | 2. Platz                                      | 3. Platz                                      |
| ---------- | -------------------------- | --------------------------------------------- | --------------------------------------------- | --------------------------------------------- |
| 09.12.2016 | Kvitfjell (NOR)            | Dajana Dengscherz                             | Kajsa Vickhoff Lie                            | Kristin Lysdahl                               |
| 10.12.2016 | Kvitfjell (NOR)            | Kajsa Vickhoff Lie                            | Franziska Gritsch                             | Nadine Fest                                   |
| 13.01.2017 | Saalbach-Hinterglemm (AUT) | Abgesagt. Ersatzrennen am 26. Januar in Davos | Abgesagt. Ersatzrennen am 26. Januar in Davos | Abgesagt. Ersatzrennen am 26. Januar in Davos |
| 26.01.2017 | Davos (SUI)                | Stephanie Brunner                             | Laura Gauche                                  | Rosina Schneeberger                           |
| 27.01.2017 | Davos (SUI)                | Nadine Fest                                   | Anna Hofer                                    | Kristin Lysdahl                               |
| 30.01.2017 | Châtel (FRA)               | Nadine Fest                                   | Rosina Schneeberger                           | Kristina Riis-Johannessen                     |
| 01.02.2017 | Châtel (FRA)               | Kristina Riis-Johannessen                     | Sabrina Maier                                 | Anna Hofer                                    |
| 22.02.2017 | Sarntal (ITA)              | Nina Ortlieb                                  | Nadine Fest                                   | Kristina Riis-Johannessen                     |

### Riesenslalom
| Datum      | Ort                    | 1. Platz                  | 2. Platz                  | 3. Platz            |
| ---------- | ---------------------- | ------------------------- | ------------------------- | ------------------- |
| 04.12.2016 | Trysil (NOR)           | Kristin Lysdahl           | Simone Wild               | Elisabeth Kappaurer |
| 08.12.2016 | Kvitfjell (NOR)        | Clara Direz               | Kristin Lysdahl           | Camille Rast        |
| 15.12.2016 | Andalo (ITA)           | Simone Wild               | Elisabeth Kappaurer       | Kristin Lysdahl     |
| 16.01.2017 | Zinal (SUI)            | Kristina Riis-Johannessen | Meta Hrovat               | Kristin Lysdahl     |
| 17.01.2017 | Zinal (SUI)            | Jessica Hilzinger         | Kristina Riis-Johannessen | Kristin Lysdahl     |
| 02.02.2017 | Châtel (FRA)           | Kristin Lysdahl           | Kristina Riis-Johannessen | Laura Pirovano      |
| 03.02.2017 | Châtel (FRA)           | Tina Robnik               | Kristin Lysdahl           | Meta Hrovat         |
| 12.02.2017 | Göstling/Hochkar (AUT) | Tina Robnik               | Jessica Hilzinger         | Elisabeth Kappaurer |
| 17.03.2017 | Innichen (ITA)         | Elisabeth Kappaurer       | Katharina Liensberger     | Jessica Hilzinger   |

### Slalom
| Datum      | Ort                    | 1. Platz              | 2. Platz           | 3. Platz            |
| ---------- | ---------------------- | --------------------- | ------------------ | ------------------- |
| 05.12.2016 | Trysil (NOR)           | Maren Skjøld          | Chiara Mair        | Katharina Gallhuber |
| 06.12.2016 | Trysil (NOR)           | Maren Wiesler         | Chiara Mair        | Katharina Gallhuber |
| 16.12.2016 | Andalo (ITA)           | Resi Stiegler         | Maren Skjøld       | Katharina Gallhuber |
| 19.01.2017 | Melchsee-Frutt (SUI)   | Marina Wallner        | Anna Swenn-Larsson | Christina Geiger    |
| 20.01.2017 | Melchsee-Frutt (SUI)   | Jessica Hilzinger     | Marina Wallner     | Katharina Gallhuber |
| 09.02.2017 | Bad Wiessee (GER)      | Mélanie Meillard      | Šárka Strachová    | Anna Swenn-Larsson  |
| 10.02.2017 | Bad Wiessee (GER)      | Mélanie Meillard      | Resi Stiegler      | Anna Swenn-Larsson  |
| 13.02.2017 | Göstling/Hochkar (AUT) | Anna Swenn-Larsson    | Marina Wallner     | Susanne Weinbuchner |
| 19.03.2017 | Innichen (ITA)         | Katharina Liensberger | Chiara Mair        | Maren Wiesler       |

### Super-Kombination
| Datum      | Ort                 | 1. Platz                  | 2. Platz            | 3. Platz        |
| ---------- | ------------------- | ------------------------- | ------------------- | --------------- |
| 10.12.2016 | Kvitfjell (NOR)     | Kristina Riis-Johannessen | Rahel Kopp          | Nadine Fest     |
| 30.01.2017 | Châtel (FRA)        | Nadine Fest               | Rosina Schneeberger | Estelle Alphand |
| 20.02.2017 | Crans-Montana (SUI) | Rosina Schneeberger       | Federica Sosio      | Nadine Fest     |

### City Event
| Datum      | Ort             | 1. Platz            | 2. Platz    | 3. Platz           |
| ---------- | --------------- | ------------------- | ----------- | ------------------ |
| 17.12.2016 | Kronplatz (ITA) | Katharina Gallhuber | Meta Hrovat | Anna Swenn-Larsson |